# Eupithecia supersophia
Eupithecia supersophia är en fjärilsart som beskrevs av Inoue 1987. Eupithecia supersophia ingår i släktet Eupithecia och familjen mätare. Inga underarter finns listade i Catalogue of Life.